# Cantonul Saint-Martin-Vésubie
Cantonul Saint-Martin-Vésubie este un canton din arondismentul Nice, departamentul Alpes-Maritimes, regiunea Provence-Alpes-Côte d'Azur, Franța.

## Comune
- Saint-Martin-Vésubie (reședință)
- Venanson